# Flodhocko
Flodhocko (Mitu tomentosum) är en fågel i familjen trädhöns inom ordningen hönsfåglar.

## Utseende och läten
Flodhocko är en stor (75–85 cm) trädhöna med relativt liten näbb och som namnet avslöjar saknar tofs. Fjäderdräkten är helsvart förutom kastanjebrunt på buk och stjärtspets. Den röda näbben är inte uppsvullen som hos flera andra släktingar. Benen är rödaktiga och ögat rödbrunt. Liknande svarthockon och gulknölshockon är båda vita på buken snarare än kastanjebrun och är gula runt näbben, ej röda. Lätet är ett dånande ljud.

## Utbredning och status
Fågeln förekommer från Guyana till södra Venezuela, östra Colombia och angränsande nordvästra Brasilien. Den behandlas som monotypisk, det vill säga att den inte delas in i några underarter.

## Status och hot
Arten har ett stort utbredningsområde, men tros minska i antal till följd av skogsavverkningar och jakt, dock inte tillräckligt kraftigt för att den ska betraktas som hotad. Internationella naturvårdsunionen IUCN listar arten som livskraftig (LC). Världspopulationen uppskattas till mellan 180 000 och knappt 1,5 miljoner vuxna individer.